# Стариков, Терентий Михайлович
Терентий Михайлович Стариков (1880—1934) — полковник Русской Императорской и Донской армии, генерал-лейтенант Всевеликого Войска Донского и Вооружённых Сил Юга России (ВСЮР).

## Биография
Окончил Новочеркасское казачье юнкерское училище в 1902 году, выпущен с производством в подхорунжие в составе 5-го Донского казачьего полка.
В 1903 году произведён в военный чин хорунжего и временно переведён в состав 2-го Донского казачьего полка. Затем направлен на учёбу в офицерскоую фехтовальную школу и после её окончания произведён в чин сотника с переводом в состав 5-го Донского казачьего полка. 5 октября 1910 года произведён в чин подъесаула, затем – есаула.

### Императорская армия
Участник Первой мировой войны: офицер в 5-м Донском казачьем полку. 23 сентября 1916 года произведён в чин войскового старшины. Избран членом Донского войскового круга на Общеказачьем съезде в Петрограде (1917).
- 1917 год — дослужился до полковника.

### В Белом движении
В марте-апреле 1918 года командир отряда повстанцев станиц Екатерининской, Усть-Быстрянской и Усть-Белокалитственской, затем командир отряда своего имени.
- Генерал-майор (05.1918).

С 17 июля командир 3-го пешего отряда Донской армии. Командир 7-й Донской казачьей дивизии Донской армии, 05—10.1918. Командир 2-й Донской казачьей дивизии в «Молодой» Донской армии, 10.1918—06.1919. С 23.02.1919 командующий группой войск 1-й Донской армии, с 04.1919 начальник 7-й Донской конной дивизии, с 12.05.1919 командир 7-й Донской конной бригады.
- Генерал-лейтенант (08.1919).

Командир Сводного (1-го) Донского корпуса (07.1919—03.1920), врид командира 4-го Донского корпуса Мамонтова (март 1920). Эвакуирован по приказу генерала Врангеля вместе с 4-м Донским корпусом из района Сочи в Крым.

### Эмиграция
В эмиграции с ноября 1920 в Югославии и Чехословакии. Работал в артели рыболовов на Дунае. В 1927 году был избран председателем Общеказачьего сельскохозяйственного союза. В период 1928 - 1929 годов состоял председателем центрального союза комитета „Вольного казачества”. Из-за конфликта с редактором журнала «Вольное казачество» И. Белым ушел в оппозицию, которую возглавлял в период 1929-1930 годов в качестве председателя союзного совета «Вольного казачества». В 1930-1932 годах занимался изучением истории казачества. Осенью 1932 года возобновил сотрудничество в журнале «Вольное казачество».
В конце ноября 1934 года попал в больницу, где 1 декабря 1934 года ему была сделана операция. 11 декабря 1934 года скончался от закупорки желчных каналов в больнице Праги. Похоронен на Ольшанском кладбище.

## Труды
Автор многочисленных статей о гражданской войне и по истории казачества. В их число входят статьи, написанные с сепаратистских позиций в соавторстве с генералом В. И. Сидориным. Под общим заглавием «Трагедия казачества» эти статьи в 1936—1938 годах были опубликованы в журнале «Вольное казачество». Эти же статьи под тем же заглавием «Трагедия казачества» и без упоминания имён авторов были опубликованы в 1936—1938 годы в Париже отдельной книгой в четырёх частях. Составил библиографию литературы по истории казаков.